# Ceuthophilus latens
Ceuthophilus latens är en insektsart som beskrevs av Scudder, S.H. 1862. Ceuthophilus latens ingår i släktet Ceuthophilus och familjen grottvårtbitare. Inga underarter finns listade i Catalogue of Life.